# لینچبرگ (ویرجینیا)
لینچبرگ (به انگلیسی: Lynchburg) شهری در ایالت ویرجینیا کشور ایالات متحده آمریکا است که جمعیت آن در سرشماری سال ۲۰۱۰ میلادی، ۷۵٬۵۶۸ نفر بوده‌است.